# Parhedyloidea
Parhedyloidea Thiele, 1931 è una superfamiglia di piccoli molluschi gasteropodi eterobranchi del superordine Acochlidiimorpha.

## Tassonomia
La superfamiglia comprende sei generi in due famiglie:
- Asperspinidae Rankin, 1979
  - Asperspina Rankin, 1979 (5 specie)

- Parhedylidae Thiele, 1931
  - Ganitus Er. Marcus, 1953 (1 sp.)
  - Microhedyle Hertling, 1930 (4 spp.)
  - Paraganitus Challis, 1968 (1 sp.)
  - Parhedyle Thiele, 1931 (3 spp.)
  - Pontohedyle Golikov & Starobogatov, 1972 (12 spp.)